# جیمز مک‌کری
جیمز مک‌کری (انگلیسی: James McCrae؛ ۲ سپتامبر ۱۸۹۴ – ۳ سپتامبر ۱۹۷۴) بازیکن و مربی فوتبال اهل اسکاتلند بوده است.
از باشگاه‌هایی که در آن بازی کرده‌است می‌توان به رنجرز، وستهام یونایتد، بری، منچستر یونایتد و واتفورد اشاره کرد. وی سرمربی تیم ملی فوتبال مصر در جام جهانی فوتبال ۱۹۳۴ بوده.